# Iñaki Eraña
Iñaki Eraña Cassi (Gijón, 3 giugno 1965) è un ex calciatore spagnolo di ruolo centrocampista.

## Biografia
È figlio di Juan Eraña, calciatore basco che militò nello Sporting Gijón negli anni '60. Nacque a Gijón mentre il padre militava nel club asturiano.

## Carriera
Eraña esordì nella Liga spagnola con lo Sporting Gijón il 1º novembre 1987, contro il Valencia.